# Marie-Foix-Alajouanine Syndrom
Das Marie-Foix-Alajouanine Syndrom, lateinisch Atrophia cerebellaris tardiva Typ Marie-Foix-Alajouanine, bezeichnet eine Kleinhirn bedingte Ataxie des Erwachsenenalters, häufig nach missbräuchlichem Alkoholkonsum. 
Es ist nicht zu verwechseln mit dem Foix-Alajouanine-Syndrom, welches eine angeborene Fehlbildung der Spinalgefäße darstellt.
Es handelt sich um eine Degeneration von Zerebellum und Olive unter dem klinischen Bild einer fortschreitenden Kleinhirnataxie, Verlusten der Kognition und einer Chorea.
Anscheinend existiert eine genetische Untergruppe mit autosomal-dominantem Erbgang.
Die Bezeichnung bezieht sich auf die Autoren der Erstbeschreibung aus dem Jahre 1922 durch Pierre Marie, Charles Foix und Théophile Alajouanine.